# Philip Pendleton Barbour
Philip Pendleton Barbour, född 25 maj 1783 i Gordonsville, Virginia, USA, död 25 februari 1841 i Washington, D.C., var amerikansk jurist och politiker.
Barbour var bror till James Barbour, USA:s krigsminister och guvernör i Virginia.
Barbour studerade vid College of William and Mary. Han inledde sin karriär som advokat 1800 i Bardstown, Kentucky. Året därpå fortsatte han verksamheten som advokat i födelsestaden Gordonsville, Virginia.
Han inledde sin politiska karriär som ledamot av underhuset i Virginias lagstiftande församling, Virginia House of Delegates, 1812-1814. Ledamoten av USA:s representanthus John Dawson avled 1814, och Barbour valdes i ett fyllnadsval att efterträda honom i kongressen.
Barbour var ledamot av representanthuset 1814-1825 och 1827-1830. Han var talman i representanthuset 1821-1823. Han var anhängare av Andrew Jackson som grundade det moderna demokratiska partiet.
President Jackson utnämnde Barbour 1830 till domare i United States circuit court för Virginias östra distrikt. 1836 utnämnde Jackson Barbour till USA:s högsta domstol. Barbour avled 1841 i Washington som domare i högsta domstolen.